# Tanch’ŏn
Tanch’ŏn-shi (단천; 端川市) ist eine Hafenstadt in der Provinz Hamgyŏng-namdo in Nordkorea. Sie besitzt 345.875 Einwohner (Stand 2008), davon lebten 162.491 in urbanen Regionen. Tanch'ŏn grenzt an das Japanische Meer, in das der Fluss Namdae fließt.

## Klima
Das Klimaklassifizierungssystem von Köppen-Geiger klassifiziert das Klima als feuchtes Kontinentalklima (Dfa).  Die jährliche Durchschnittstemperatur beträgt 8,8 Grad.

## Wirtschaft
In der Region gibt es umfangreiche Bodenschätze, darunter Kobalt, Magnesit und Eisenerz. Die Stadt ist bekannt für ihre chemische Produktion, Textilien, Metallwaren und Maschinen.
In der Stadt befinden sich auch das Kraftwerk Tanch’ŏn und ein Wasserkraftwerk, welches seit 2017 im Bau ist.

## Infrastruktur
Tanch’ŏn liegt an der P’yŏngra-Linie und der Hŏch’ŏn-Linie der Koreanische Staatsbahn. Im Jahr 2012 wurde der Hafen der Stadt renoviert und aufgewertet und im Dezember 2012 fand eine Zeremonie zur Fertigstellung statt.

## Arbeitslager
Bei Tanch’ŏn befindet sich das Umerziehungslager Nr. 77 welches 2012 6000 Insassen beherbergte.